# 두세준
두세준(杜世俊, 생몰년도 미상) 조선 전기 전라북도 군산 지역(옛 옥구현) 출신 효자이다.

## 개설
두세준(杜世俊)은 조선 전기 군산 지역(옛 옥구현)에 세거한 두릉 두씨 가문 출신으로, 부모에게 지극한 효성을 다하여 그 효행이 세상에 널리 알려지자 정부에서 정려를 건립할 것을 명하였는데, 중종 년간에 건립된 효자 정려가 지금도 남아 있다.

## 가계
두세준은 두릉 두씨 시조 두경령(杜慶寧)의 12세손이고, 증조할아버지는 병마 절도사를 지낸 두무지(杜茂枝)이고, 할아버지는 보문각(寶文閣) 진사(進士)를 지낸 두정(杜楨)이다. 아버지는 옥구에 입거한 두릉 두씨 입향조이며 태종 조에 병마우후를 지낸 두승손(杜承孫)다. 외할아버지는 양홍점(梁鴻漸)(본관 남원)이고, 장인은 송경 왕씨(松京王氏)이다.

## 활동 사항
두세준은 어머니의 병이 깊어가자 의복을 벗지 않고 항상 어머니 곁에서 간호해 드렸다. 어머니가 돌아가시자 슬퍼함이 지나치고 의례에 따라 어머니의 장례를 치렀으며, 시묘살이 3년 동안 한 번도 집에 오지 않았고, 장과 죽으로 연명하였다. 두세준은 나이가 90세에 이르러서도 처음에 했던 것과 같이 행동하자 주변 사람들이 많이 따라서 행동하였고, 장수하여 97세의 나이로 사망하였다. 두세준의 아름다운 행실이 조정에 알려지자 당시 임금인 중종은 1528년(중종 23)에 정려를 짓도록 명령하였고, 이듬해인 1529년(중종 24)에 효자비를 건립하였는데, 당시에 건립된 두세준의 효자 정려(旌閭)와 효자비가 지금도 회현면 금당리 금당 마을에 있다. 두세준의 효자 정려는 군산 지역 정려 중에 가장 오래되었다.

## 묘소
전라북도 군산시 회현면 고사리 구척동 마을에 있다.

## 군산시의 향토문화유산 제10호
두세준 효열비는 전라북도 군산시 회현면 금광리에 있다. 2004년 12월 24일 군산시의 향토문화유산 제10호로 지정되었다. 조선 중종 24년(1529)에 건립된 이 비는 『신증동국여지승람』 옥구현 인물조에 나오는 
효자 두세준에 대한 기록을 적고 있다.

## 참고 문헌
- 『신증동국여지승람』
- 『옥구 군지』(옥구 향교, 1924)
- 『옥구 군지』(옥구 군지 편찬 위원회, 1963)
- 『옥구 군지』(옥구 군지 편찬 위원회, 1990)
- 『옥구인물지』(옥구 문화원, 1991)
- 『전라 문화의 맥과 전북 인물』(전북 대학교 전라 문화 연구소, 1990)